# 九一八事變
九一八事变，又称沈阳事变、奉天事变、盛京事变、满洲事变等，是日本关东军1931年9月18日突襲中國瀋陽的軍事行動。對陣双方是國民革命軍東北邊防軍和日本关东军。此為日本帝國主義大規模武裝侵略中國東北的事件:169，是其1931年武力占领東三省全境（國際上稱滿洲）的開端。
9月18日，日本駐中国東北境內的關東军炸毁南满铁路柳條溝地區橋梁一段，稱中國軍隊有意破壞，當日夜間突然炮擊瀋陽，同時進攻吉林、黑龍江:169。當晚十點，關東軍砲轟國軍東北駐地「北大營」。驻瀋阳东北军多次向北平的东北军领袖張學良报告遭到日軍袭擊，張學良親自多次對東北軍部將領下令「不抵抗」與「不正面衝突」，並撤至山海關內。9月19日，日軍占領瀋陽，接着分兵侵占遼寧其他地區及吉林省、黑龍江省，至1932年2月占領東北全境:169。
對於日本以保護平民安全為名發起的假旗行動，當時以蔣介石為首的中央國民政府正在忙於第一次国共内战，並且對張學良下令要求「組織有效抵抗，並且尋求軍事和平談判」為先，不過蔣並沒有東北的實權。而雖然有蔣的命令，張學良卻也未在此時報皇姑屯事件中日本人的殺父之仇，可能有出於當時雙方政治嫌隙而顧忌的考量，但是他後來表示為了不讓日本有藉口指控中方用上武力選項，故自己認為可以寄希望於公理而不反擊。當時兩人意圖為何至今仍眾說紛紜，但最終東北基本上只有王鐵漢做出有限的抵抗。而國民政府以何應欽為代表出動，出面與日軍談判簽署塘沽協定，並且簽署協議當中陸續在華北發動長城戰役與熱河戰役進行邊打邊談的摩擦局面，日本帝國佔領至南部邊界後，代用溥儀的名義，在今天东北三省範圍將满洲国獨立建國。
蒋介石寄希望於“国际公理之判断”，向国际联盟行政院发生了申诉。日軍在東北軍缺乏有效帶領的抵抗下就佔據了東北，但由於顧及外交與處理「滿蒙問題」的主張，并未将中国东北地区像朝鲜半岛一般併吞，而是於1932年3月1日扶植溥儀政權，但是国际联盟受理中国的申诉后，早在1931年9月30日國聯即做出决议，認定日本需立即停止侵略，日本則辯稱自衛，指待協商後就會撤兵。于10月24日国际联盟行政院又通过投票表决，再次要求日本立即撤军，12月又派出李顿调查团赴满洲调查；苏联因之前曾与东北军產生過軍事衝突而不願多言。只有美国對日本實施了经济制裁，首創並採用史汀生主义的原則，但仍考慮與日本繼續進行貿易。1932年9月15日，日本外務省正式宣布承認「满洲国」，並與該國的政府建立大使關係，但實際上是受制於其的傀儡國家。1933年3月27日，日本宣布退出國際聯盟。日本遭到國際抵制後，國內的法西斯運動日盛。
九一八事變爆发前後，日本也正受到經濟危機影響，兼为孙中山密友的日本首相犬养毅遭少壮派军官暗杀，中日內部矛盾激化，日本國會和以總理大臣（首相）為首的溫和派不是被刺就是下台，使內閣權力下降，日本军部主战派地位上升，走上軍國主義道路。日本随后不久即进军佔领熱河省，并将其编入新成立的满洲国，同时开始开始渗透华北地区。9月18日被國民政府及现今中国内地民间視為「國恥日」。现每年9月18日瀋陽、大連等地会鸣防空警报以警醒后人。九一八事變被中華人民共和國史学家視為十四年抗戰的開始。

## 名稱
又稱瀋陽事變；歐美稱奉天事變、盛京事變（英語：Mukden Incident）。其中盛京、奉天爲瀋陽舊稱，Mukden為滿文的转写，音譯為謀克敦，意譯為天眷盛京，簡稱盛京，或譯奉天；日本稱滿洲事變（日语：〔〕／ Manshū Jihen），其中滿洲即中國東北；或又稱柳条湖事变。

## 背景
義和團運動期间俄国大幅增加了在中国东北的军事存在。《北京议定书》签订后因俄軍不退引發日本強烈不滿和警惕。1903年底俄国不仅没有完全撤军，反而又向满洲增派了军队，终在1904年爆發为日俄战争。击败俄罗斯帝国后，日本从俄国获得了南满铁路和铁路沿线的驻军权。为扩大利益與俄方競爭，日本政府积极主张建设铁路支线。清朝瓦解后，東北的統治者奉系領導人张作霖起初为获得日本的支持，与日本保持着合作关系。但随着国内民族主义情绪的上升，张作霖逐渐试图限制日本影响力，计划自行修建铁路以打破日本垄断。
1920年代国民政府又发起收路运动，加剧了中、蘇、日之间的紧张关系。1928年6月皇姑屯事件發生，张作霖被日本关东军暗殺，其子张学良继续其父的方针，并于12月29日宣布东北易帜，改用青天白日滿地紅旗，廢除五色旗，歸順国民政府，引起日本的不满。1929年3月1日奉天省政府改稱為遼寧省政府，并主张收回旅順大連租界與南滿铁路。1929年底，张学良的東北軍为了从苏联手中收回中东铁路与苏联军隊爆发武装冲突，即中东路事件。此役張學良大败，暴露了其相对虚弱的军事实力。東北當局對俄力抗無功，俄亦知難而退，中央政府對俄宣佈絕交:1。事后，中苏关系彻底断绝。日本关东军看到中蘇關係緊張，从上到下则变得极为急迫想搶佔先機。
1930年5月，板垣征四郎表示滿蒙問題非外交手段所能了，惟有訴諸武力，驅逐張學良，石原莞爾擬有「攻瀋要領」:606。中原大战爆发後，张学良於9月率领其主力进入山海关，支持蔣介石中央军，关外防備空虚。東北軍入關後，東北三省駐兵減弱，張學良長期留在北平，注意力轉向關內，日本軍人認為此時奪取東北，可不費吹灰之力:606-607。自東北易幟歸服中央後，日本人既嫉妒中國之統一，復羨慕東北三省之資源，發動侵略日趨積極:96。
1931年5月，汪兆銘、李宗仁在廣州另立國民政府，派遣陳友仁赴日本接洽援助，並策動石友三叛變、出兵北伐同時以武器資助江西南部的紅軍。日本軍人復認外在形勢於日本有利，廣州、南京之爭方急，江西紅軍勢張，長江水災嚴重，歐美經濟恐慌，確為對東北行動之少有機會:607。石原莞爾提出關東軍應為解決滿洲問題主動製造機會。
6月，日本陸軍與參謀本部擬成一「解決滿洲問題方案」，關東軍加緊製造中國內亂:607。間島暴動後，日本軍部和政府趁機在日本大肆渲染“滿蒙生命線的危機”，陸軍大臣南次郎稱“滿蒙問題只能用武力解決”。此時中國南北形式上統一，但當時國民政府仍忙於平定中國各地以中國共產黨為主的紅軍勢力。
7月，日本關東軍煽動河北之石友三叛亂，以飛機送流亡大連之閻錫山重返山西，命與石友三合攻北平、天津，使張學良無暇顧及東北；同月，長春万宝山韓僑與當地農民衝突，朝鮮半島發生排華暴動:607。及萬寶山事件、中村事件发生，7月6日，张学良命東北政務委員會，力避与日本衝突:607。蔣正於第三次圍剿江西紅軍，及應付兩廣軍事，7月12日，致電張學良，謂「現非對日作戰之時，以平定內亂為第一。」:607。7月23日，蔣通電全國，宣布「攘外應先安內」:607：「中正奉命剿赤，自六月二十一日自京入贛以來......與赤匪作殊死戰之際，忽於軍中接讀朝鮮華僑慘案（萬寶山事件），與石友三叛變，暨粵桂諸逆進犯湘贛之報。中正星夜馳回南昌，總閱各方報告，乃知石友三叛變是受粵中叛徒五十萬收買，且有日本之軍官及贛匪首領出入其軍中，隱與帝國主義（日本）者之侵略及贛、鄂赤匪之擾亂，彼此遙想呼應。又於寧都（江西南部）赤匪之總部搜獲毛澤東致彭德懷之電文，內稱兩廣月內出兵湘贛，接濟子彈五十萬粒，即日可由嘉應解來。」
8月中旬，得知關東軍有意啟釁，尚不了解其最後企圖:607。

### 關東軍的戰略構想
早在俄國爆發十月革命之後，作爲關東軍的決策代表人物石原莞爾就認爲：俄國因内戰而國力下降，日本應該趁著新生蘇聯軍事力量尚處於弱勢之際，將對蘇聯的防綫一舉擴展到依山傍水的中蘇接壤的國境綫，這不僅形成天然的防護屏障，而且還可以將全部滿洲地區的礦產和糧食資源作爲日本與未來假想敵的中國、蘇聯甚至美國作戰的後勤戰略基地。

### 國民革命軍東北邊防軍
1931年5月东北军取消了军和师的编制，以旅为最大编制，分国防军和省防军。国防旅每个旅辖3个步兵团，及炮兵、骑兵、通讯兵各1个连；省防旅辖2个团。
共有国防军步兵25个独立旅另一师（3个旅），骑兵6个独立旅另一师（相当旅），炮兵3个独立旅；省防军步兵3个旅，骑兵2个旅。另有空军5个航空队、飞机260架；海军2个海防舰队、1个江防舰队，共有大小舰船20多艘，总吨位约3.22万吨，海军陆战队3个大队。总兵力约30万人:575-621。
1931年6月，由于日本策动石友三在河北省倒戈，东北军调步兵6个旅、炮兵2旅，约6.5万军队进关讨伐石友三。连同中原大战时入关留在华北的部队，“九一八事变”前，东北军在关内的兵力约为11.5万人，在关外的兵力近19万人，其中辽宁驻军7.5万人，吉林驻军8万人，黑龙江驻军2万人，热河驻军1.5万人。
- 东北边防军司令长官公署（驻沈阳）
  - 司令长官 张学良
  - 驻吉副司令长官公署 长官张作相（驻永吉），秘书长张燕卿少将
  - 驻江副司令长官公署 万福麟（驻龙江）, 参谋长张文涛
    - 卫队团少将团长徐宝珍
- 国防军独立步兵旅
  - 独立第七旅旅长王以哲（驻沈阳）
  - 独立第八旅旅长丁喜春（驻打虎山）
  - 独立第九旅旅长何柱国（驻山海关）
  - 独立第十旅旅长刘翼飞（驻兴城）
  - 独立第十一旅旅长董英斌（调关内）
  - 独立第十二旅旅长张廷枢（驻锦州）
  - 独立第十三旅旅长李振唐（调关内）
  - 独立第十四旅旅长陈贯群（调关内）
  - 独立第十五旅旅长姚东藩（调关内）
  - 独立第十六旅旅长缪流（调关内）
  - 独立第十七旅旅长黄师岳（调关内）
  - 独立第十八旅旅长杜继武（调关内）
  - 独立第十九旅旅长孙德荃（调关内）
  - 独立第二十旅旅长常经武（调关内），代旅长陈德才
  - 独立第二十一旅旅长赵芷香（驻宁安）
  - 独立第二十二旅旅长苏德臣（驻双城），参谋长张春霖
  - 独立第二十三旅旅长李桂林（驻长春）
  - 独立第二十四旅旅长李杜（驻依兰）
  - 独立第二十五旅旅长张作舟（调关内）
  - 独立第二十六旅旅长邢占清（驻哈尔滨）
  - 独立第二十七旅旅长吉兴（驻延吉）
  - 独立第二十八旅旅长丁超（驻长春）
  - 独立第二十九旅旅长王永盛（调关内）
  - 独立第三十旅旅长于兆麟（调关内）
  - 独立第三十一旅旅长富春（驻围场）
  - 第三十六师师长汤玉麟（兼）
    - 第一〇六旅旅长张从云（驻水源）
    - 第一〇七旅旅长董福亭（驻凌源）
    - 第一〇八旅旅长刘延春（驻隆化）
- 国防军独立骑兵旅
  - 独立骑兵第三旅旅长张树森（驻哈尔套街）
  - 独立骑兵第四旅旅长郭希鹏（驻通辽）
  - 独立骑兵第五旅旅长李福和（调关内）
  - 独立骑兵第六旅旅长白风翔（调关内）
  - 独立骑兵第七旅旅长常尧臣（驻农安）
  - 独立骑兵第八旅旅长程志远（驻满洲里）
  - 陆军骑兵第一师师长张诚德（驻黑龙江）
- 国防军独立炮兵旅
  - 独立炮兵第六旅旅长王和华（调关内）
  - 独立炮兵第七旅旅长乔方（调关内）
  - 独立炮兵第八旅旅长刘翰东（驻锦县）
- 省防军
  - 黑龙江陆军第一旅旅长张殿九（驻扎兰屯）
  - 黑龙江陆军第二旅旅长苏炳文（驻海拉尔）
  - 黑龙江陆军第三旅旅长马占山（驻黑河）
  - 热河骑兵第九旅旅长崔兴武（驻开鲁）
  - 热河骑兵第十旅旅长石文华（驻赤峰）
- 东北宪兵司令部
  - 司令陈兴亚（驻沈阳）
  - 副司令邵文凯陆军中将（兼北平警备司令，北平绥靖公署宪兵司令部司令）
  - 副司令李润（驻山西）
- 东北海军司令部
  - 司令张学良（兼）
  - 司令沈鸿烈（驻青岛）
  - 东北海军第一舰队队长凌霄
  - 东北海军第二舰队队长袁乔方
  - 江防舰队队长谢刚哲、尹祚乾海军少将、曹秉深海军少将
- 东北航空司令部
  - 司令张学良（兼）
  - 副司令张焕相（代）
  - 副司令徐世英（驻沈阳）、尹升日空军少将
- 镇守使
  - 东边镇守使于芷山（驻山城镇）
  - 洮辽镇守使张海鹏（驻洮南）
  - 滨江镇守使丁超（驻住哈尔滨）
  - 延吉镇守使吉兴（驻延吉），参谋长吴元敏
  - 绥宁镇守使赵芷香（驻宁安）
  - 吉长镇守使李桂林（驻长春）
  - 依兰镇守使李杜（驻依兰），参谋长姜全我
  - 黑河警备司令马占山（驻黑河）
  - 哈满警备司令张殿九（驻扎兰屯）
  - 呼伦贝尔警备司令苏炳文（驻海拉尔）
  - 临绥驻军司令部司令于学忠（驻山海关）

### 日本关东军
九一八事变时，日军驻中国东北部队有陆军驻扎师团（第二师团）近5000人，独立守备队4000多人，旅顺重炮兵大队，宪兵分遣队500多人，飞行队240人等。南满铁路附属地内的日本武装警察3000多人。
- 关东军司令部（驻旅顺，后移驻沈阳）
  - 司令官 本庄繁中将
  - 参谋长 三宅光治少将，
  - 第二师团（驻辽阳）
    - 师团长 多门二郎中将
    - 参谋长 上野良亚大佐
    - 步兵第三旅团（驻长春）
      - 旅团长 长谷部照倍少将
      - 步兵第四联队
      - 步兵第二十九联队

    - 步兵第十五旅团（驻辽阳）
      - 旅团长 天野六郎少将
      - 步兵第十六联队
      - 步兵第三十联队

    - 师团直属部队
      - 骑兵第二联队
      - 野炮兵第二联队
      - 工兵第二大队第二中队

  - 独立守备队（驻公主岭）
    - 队长 上森连中将
    - 第1守备大队（公主岭）
    - 第2守备大队（奉天）
    - 第3守备大队（大石桥）
    - 第4守备大队（连山关）
    - 第5守备大队（铁岭）
    - 第6守备大队（鞍山）

  - 旅顺重炮兵大队
  - 关东军宪兵队
- 第二遣外舰队，其任务主要担任长江以北的及东北沿海的警卫。
  - 司令官 津田静枝少将
  - 旗舰“球磨”在青岛
  - 第十六驱逐队“刘置”、“芙蓉”、“朝颜”等舰。在旅顺。

## 经过

### 柳条湖事件

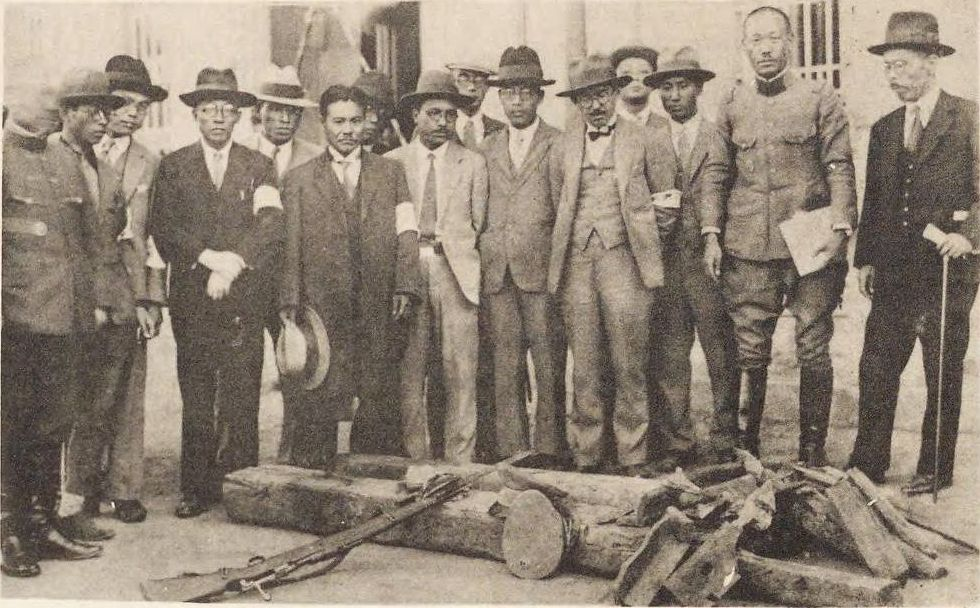
“柳条湖事件”，日军所使用的所謂物证：几顶东北军的軍帽、一支步枪、两根被炸的枕木

關東軍在各方面都按計劃完成準備後，預定在奉天策動事變:65。九一八事变本來要被東京本部的當局阻止，但軍令受到各方拖延下，因而讓關東軍得以突擊行動，使得本應該於較晚（原訂九月二十八起事）的計畫提前發生。1931年9月18日下午，日本參謀本部作戰部長建川美次抵達瀋陽:608。傍晚，日本关东军驻虎石台兵营的独立守备队步兵第二大队的第三中队离开原驻地，在中队长川岛正雄大尉率领下沿南满铁路向南行进到文官屯一带实行夜间演习。晚上10时20分，關東軍鐵路守備隊柳條湖分遣隊河本末守中尉，以巡視鐵路為名，在距北大營800米的柳條湖一段鐵軌點燃炸藥包，炸斷南滿鐵路，然後誣稱是中國軍隊破壞鐵路，襲擊日本守備隊:65。日本关东军并将3具身穿奉军士兵制服的中国人尸体放在现场，作为奉军破坏铁路的证据。於是，日本關東軍司令官本莊繁下令進攻瀋陽北大營和瀋陽城的中國守軍，制造震驚中外的「九·一八」事變:65。晚上11時15分，日本关东军自己將南滿鐵路柳條溝鐵橋炸毀，誣指為中國軍隊所為，開始進攻瀋陽北大營:97。
河本末守中尉和小杉喜一军曹为首的一个小分队在瀋陽北面约7.5公里处的柳条湖南满铁路段上設置小型炸药爆炸后，河本末守立刻向北大营方向射击，并向日军独立守备队第二大队大队长岛本正一中佐报告“北大营的中国军队，炸毁铁路，攻击守备队”。独立守备队又立刻报告了旅顺的关东军司令部。时任关东军高级参谋的板垣征四郎早已等候在瀋陽特务机关，岛本正一中佐赶到报告时，板垣征四郎下令向奉军开火，进攻东北军北大营和沈阳城。在文官屯一带的第三中队向南移动进攻北大营，设在虎石台第三中队驻地里的火炮开始轰击北大营和奉天机场。於是，日本關東軍司令官本莊繁下令進攻瀋陽北大營和瀋陽城的中國守軍，制造震驚中外的「九·一八」事變:65。
奉军第七旅在事先已经得知日军可能将要在近期制造挑衅事件。對此，9月6日，張學良命瀋陽軍事負責人謂，“无论日人如何受尋事，須萬分容忍，不與抵抗，以免事態擴大。”:607東北軍參謀長榮臻當時駐防瀋陽，接到張學良命令。经过反复研究，第七旅决定对于日军的进攻，采取「衅不自我开，作有限度的退让」的对策，如果敌军进攻，在南北东之间待敌军进到营垣七八百米的距离时，在西面待敌人越过铁路即开枪射击，在万不得己的情况下，全军退到东山嘴子附近集结候命行动。事变发生时，旅长王以哲没在军中。参谋长潘鎮源用电话向荣臻请示，荣下令“全取不抵抗主义，缴械则任缴械，入占营内即听其侵入，并告以虽口头命令亦须绝对服从。”9月11日，蔣亦命其避免與日本衝突:607。
东北軍共約20萬人，半數駐於關內，東北邊防司令長官張學良及黑龍江省政府主席萬福麟均在北平，吉林省政府主席張作相居遼西錦州，僅遼寧省政府主席臧式毅，事先皆無警覺，絲毫未作準備:608。在沈阳东北军第七旅三个团中有两个团按指示撤走，只有王鐵漢的第六二〇团未及时接到撤退命令，被迫進行自卫抵抗，日本人谋本舍三在《关东军史》写道：“因虑营内设伏，为激烈之反抗，故前线士兵，不敢十分挺进，只以极猛烈之炮火相恫吓。”直到次日两点多，铁岭，抚顺的日本守备队相继来到，兵力增加，才勉强迫近北大营四周的铁丝网，从南面突入营垣。雙方軍隊展开巷战，激战到三点多钟。在王鐵漢团长率领下突围，撤退到东山咀子集结待命。
在旅顺的关东军司令本庄繁中将经时任关东军作战主任参谋石原莞尔中佐提议的早就拟好的作战方案，同意了全军出动，下达进攻命令。

### 辽宁、吉林陷落

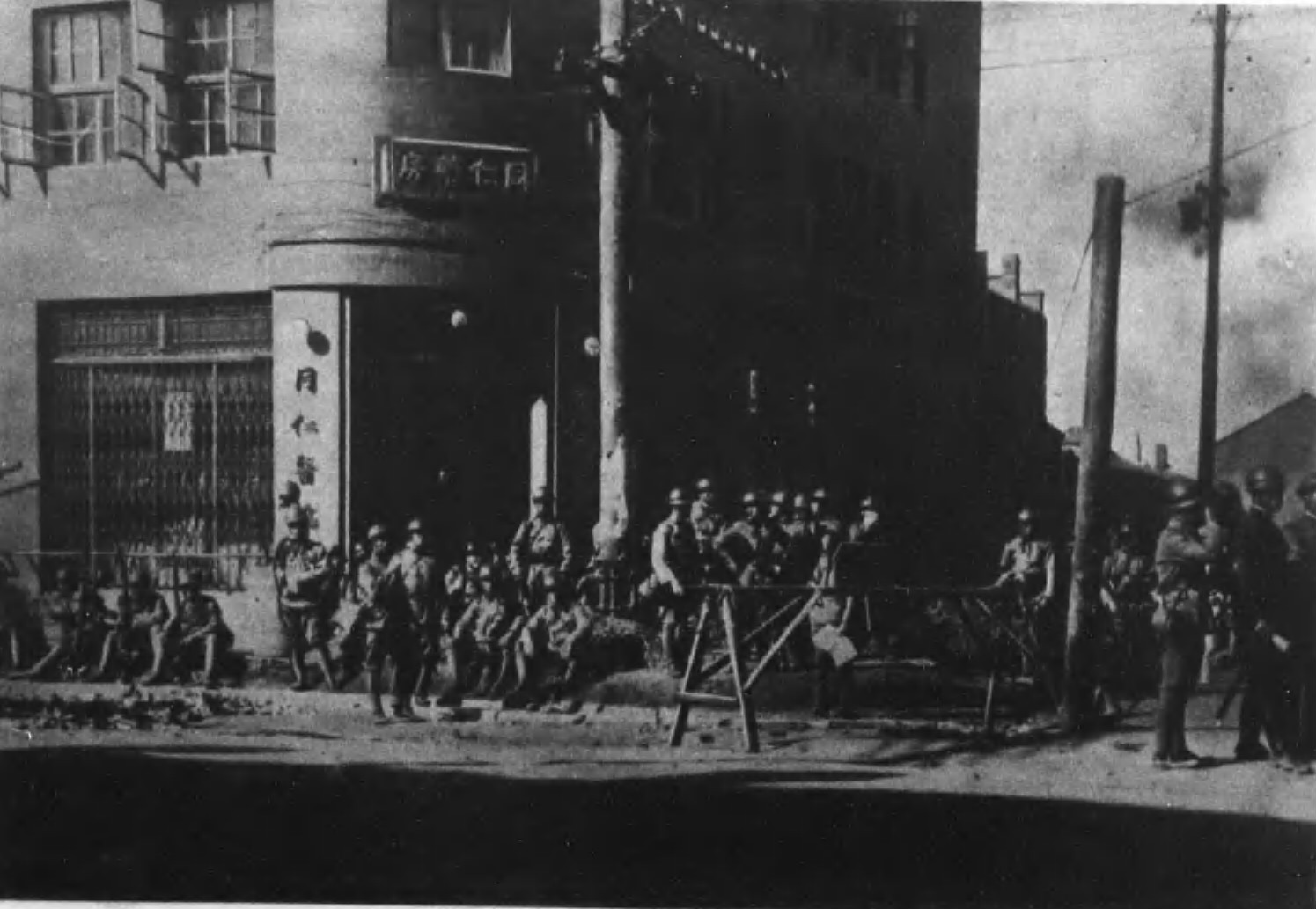
日本軍進佔奉天市

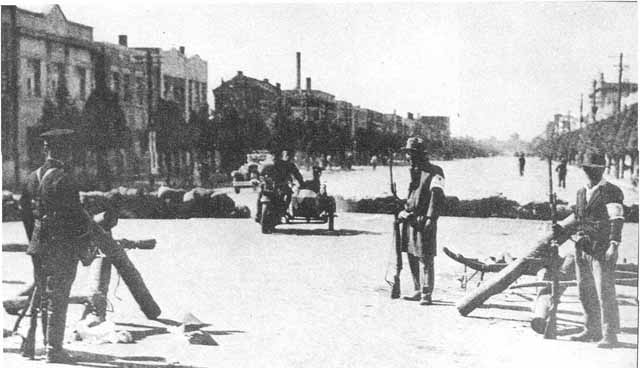
日军侵占下的沈阳市区

9月18日，当独立守备队向北大营进攻同时，关东军第2师第3旅第29团向奉天城攻击。駐軍在睡夢中驚醒，死300餘人:27。駐軍因長官正滯留於關內，聞變無法應付，奉命取不抵抗主義，日軍遂佔領北大營、東大營，以及兵工廠:27。時張學良方滯北平，嚴令駐軍王以哲旅不作抵抗:97。事變之日，蔣赴江西督師剿共，兼防廣東、廣西:607。
9月19日凌晨，关东军司令本庄繁下令：辽阳的第2师主力增援对瀋陽的进攻；独立守备队第3营进攻营口、第4营进攻凤城、安东（现为丹东）；第2师第3旅主力、骑兵第2团、独立守备第1营分别进攻长春宽城子、二道沟、南岭等地。關東軍一萬餘人於8小時內，佔領瀋陽城、軍營、兵工廠、飛機場:608。日軍遂於9月19日上午6時佔領奉天:97。日軍大隊入城，完全佔領奉天:27。劫中國兵工廠存儲步槍8萬支，機槍4,000挺，飛機200餘架:98。長春、營口、安東等地一一陷入關東軍之手，朝鮮日軍分向遼陽、吉林出動:608。日軍相繼佔領長春、四平等地:296。至上午10时，日军先后攻占四平、营口、凤城、安东等南满铁路、安奉铁路（安东-奉天）沿线18座城镇。长春地区东北军自发反击。9月20日，關東軍佔領长春，9月21日佔領吉林省城:608。
9月21日，國民政府主席兼行政院院長蔣中正回到南京做出三項基本外交原則：一、堅決抱定保護我國領土主權及行政完整；二、維持東方平和而達到維持世界的和平；三、尊重一切國際公約，尤注重於門戶開放，機會均等之原則。是日張學良在協和醫院對日本新聞記者談話說：「據昨夜接到遼寧之報告，關於瀋陽中日不幸事件之情形，早已知矣，惟因對此不獨無抵抗之能力，且又無交兵之理由，是以絕對不加抵抗，任日本之所為，此種嚴命，余早已發出」:10。同日，吉林省政府主席熙洽投降，日軍遂不費一彈，進入吉林永吉，佔領吉林全省:27。东北边防军驻吉林省副司令长官公署参谋长謝安俊率部投敌，日军第2师主力占领吉林全省。
9月22日，蔣於中国国民党南京市党部稱：

「如至國際條約信義一律無效，和平絕望，到忍耐無可忍耐，且不應忍耐之最後地步，則中央已有最後之決心與最後之準備，屆時必須領導全體國民，寧為玉碎，以四萬萬人之力量，保衛我民族生存與國家人格。」

9月23日，日軍進至新民:98。日軍擴大佔領區，5日之內南滿要地相繼陷落:98。自9月18日至9月23日，5日之間，遼寧、吉林兩省全失，臧式毅、袁金鎧、趙欣伯紛向日軍投降，在瀋陽建立「政權」，僅榮臻率軍退守錦縣:27。張學良下令「不抵抗」受到國民政府的嚴厲批評，但蔣仍然希望張學良前往南京商討外交應變的方法，張卻表示拒絕並改派萬福麟入京:121。
9月24日，日本政府發表聲明，歪曲事實，表示必不使事件之擴大:98。實則增兵不已，並繼續擴大佔領區:98。

### 齐齐哈尔沦陷
日本佔領遼寧、吉林兩省後，即著手謀取黑龍江。1931年10月8日，“東北國民救國軍”成立，高鵬振任司令:296。10月13日行政院大會，日方則藉口中國抵制日貨，拒絕撤兵:31。日本又提出直接交涉之議，為國聯所否決:31。10月16日在嫩江桥，被駐黑龙江省防军击退。守军炸毁嫩江铁路桥的第1、第2、第5号桥，以阻止日偽军進犯。10月21日，馬占山就任黑龙江省政府代理主席:296。10月24日，行政院除重申9月30日日軍撤兵外，並決議：一、要求日軍在下次開會前完全撤退；二、中國保證日僑生命安全:31。10月26日，关东军第2师团第29联队占领四洮铁路（四平至洮安）沿线主要城镇。

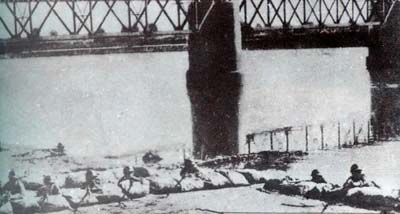
1931年11月嫩江桥抗战

1931年11月，日軍以偽軍張海鵬部為前導，進攻黑龍江:98。是月初，日軍運動鬍匪張海鵬起事，在嫩江與馬占山大戰，張部失敗:28。11月4日，关东军嫩江支队攻击嫩江桥北守军。日人鑒於取黑龍江計劃實現不易，遂調軍攻齊齊哈爾，馬占山在嫩江鐵橋一役，大勝日軍，全國紛起援助:28。江桥抗战，黑龙江省政府代主席兼代东北边防军驻江副司令长官指挥3个旅，5个团共1.3万余人，战至11月18日，斃敵2000餘人但終因不敵日方新式武器，率隊退出苦守20餘日之黑龍江省會齊齊哈爾:28。11月19日，龍江失守:98。馬占山撤往克山、海伦。至此，東北三省遂全部失陷:28。

### 锦州、哈尔滨淪陷

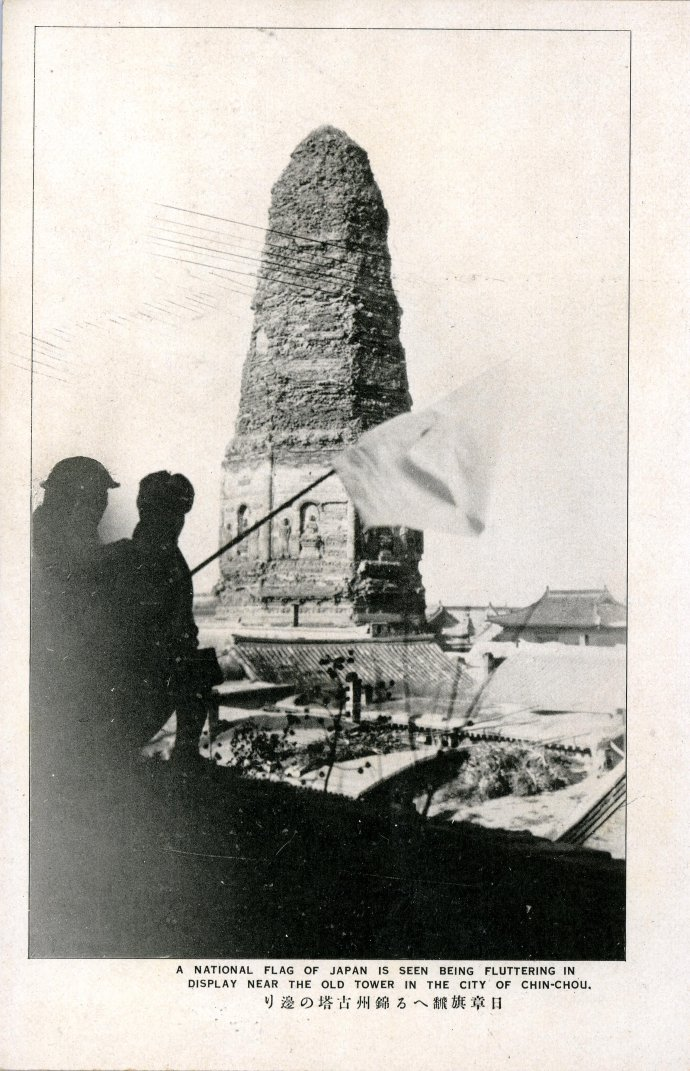
日军占领锦州后的锦州古塔

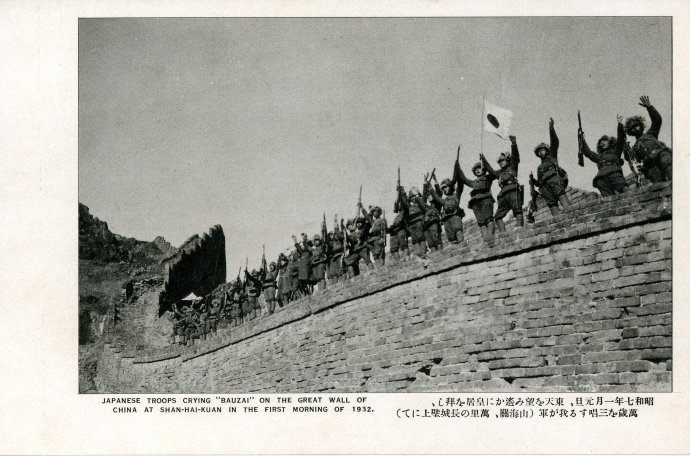
1932年1月1日上午，日军登上山海关长城

九一八事變後僅兩個月，日軍佔領中國東三省各地諸多主要城市。事變之後，遼寧省府遷至錦州:28。。10月8日，关东军派出12架轰炸机空袭锦州。对此，南次郎陆军大臣依然对若槻禮次郎首相声称“由于受到中国军队的防空炮火攻击，才不得已采取自卫行动。”，此后关东军发表公开声明，宣称“张学良在锦州集结大量兵力，如果置之不理，恐将对日本权益造成损害。为了尽快解决满蒙问题，关东军有必要驱逐锦州政权。”此后，币原主张的国际协调主义外交政策受到严重挫折，主戰主義在日本佔了上風。
日军攻占黑龙江主要城镇后，开始进攻辽西地区。12月初，日本藉口剿匪，不顧英、美、法照會，向錦州進攻，並分兵威脅天津、山海關；張學良之榮臻所部，力量不夠，向關內唐山、灤州、昌黎退却:28。12月中，別路日軍自旅順北犯:98。
12月15日，关东军进攻锦州。12月17日，日本陆军中央部由日本本土增派混成第8旅，并从朝鮮半島调第20师司令部、混成第38旅、重轰炸飞行中队以增援关东军。12月28日，第2师主力渡过辽河进攻锦州；12月30日，混成第39旅进攻打虎山。
1932年1月2日，日軍佔領錦州，东北軍撤入關內:296。1月3日，日軍攻陷錦州，關外要地盡失，未及撤出國軍及義胞，乃從事游擊戰爭:98。1月3日，第20师司令部率混成第38旅占领锦州。驻锦州的張军第十二旅、第二十旅和骑兵第三旅已奉命撤退至河北滦东地区和熱河。1月4日，黃顯聲在熱河北票設立东北民众抗日义勇军總指揮部，開展抗日游擊戰爭:296。1月28日，关东军第3旅由长春进犯哈爾濱，同时从辽西地区调第2师增援。为转移国际社会对满洲的关注，日本在上海製造了一二八事變。1月31日，依兰镇守使兼第二十四旅旅长李杜率吉林自卫军进行哈尔滨保卫战。激战五天，自卫军伤亡惨重，撤往宾县。
1932年2月6日，日軍攻陷哈爾濱:98。2月14日，馬占山同意與日本人合作。

## 后续

### 锦州失守
此時日本之軍事擴張，完全因為中國本身實力太差，無力與日軍週旋，而全國上下，把唯一希望寄託在國際聯盟身上；豈知國際力量微弱，不但拿不出辦法來，反而鼓勵日本橫行:28。而沈阳副司令“中东路”一战纨绔禀性尽显，令日軍有机可趁；虽抗战呼声不绝于耳，恃牛耳者本身實力太差。九一八事变後，南京就设立了特种外交委员会。即过多天商讨，决议了一个《现在处理时局之根本方针》，客观评估了当时的局势条件。台湾历史学家梁敬錞博士评论说：“......，持与今日英国日本各方面档案与其他著述资料相互印证，大抵皆能正确，允称政略之杰构。其中明知国联不足恃，而不得不仍作信赖国联之表示：明知解决事变不得不出于军事之牺牲，而仍不能不计较牺牲之真实代价，皆可鉴政府当时应付艰局之苦心。而可憾者，当时忍耐止境只限锦州，锦州有难，即当抗战。而其后锦州卒至不战而退，事变范围反之扩大了。”
1931年12月15日，蒋介石在粤系的逼迫下辞职，张学良也辞去副司令的职务，但获得一个北平绥靖公署主任的新任命，日军夺取锦州之战即在此后展开。以粤系为主的新南京政府，孙科为行政院长，陈友仁为外交部长。
在孙科政府上台以前，蒋介石、顾维钧二人均屡次向张建议：“锦州一隅如可保全，则日人尚有所顾忌……关系东省存亡甚巨。”顾于12月5日致张电中犹敦促张：“现在日人如进兵锦州，兄为国家计，为兄个人前途计，自当力排困难，期能抵御。”
張學良始終傾向於「直接交涉主動撤軍」，11月28日，日本駐平參事矢野真前來與張學良商洽雙方解決方案，張表達「雖未獲訓令，但本人對此贊成」日方進一步希望：「地方局部問題就地解決，錦州衝突攸關東北軍切身利害」，隨後更情商前東北參議湯爾和進行遊說。12月7日，張學良首肯將自錦州撤兵。但张学良對外界都坚稱死守锦州，据日本关宽治等的《满洲事变》记载，“陆军方面收到中国方面的两份重要电报。一份是十一月三十日由锦州的荣臻给张学良的，主要内容是说锦州附近由张廷枢的第十二步兵旅固守，很放心，因此希望取消设置中立地带。另一份是十二月一日由张学良给蒋介石的，内容是否定关于主动撤出锦州的谣传。张学良的这种态度反映出来之后，国民政府四日就反对设置中立地带的方针，向国联的中国代表施肇基发出训电，同时开始宣传说，设置中立地带是日本提出的，如果国联万一不能阻止日本的进攻，中国不得不为自卫而战斗。根据中国方面的上述动向，关东军认为，中国确实要决心保住锦州。于是，十二月十日，关东军向中央提出，要求增派一个师团。同时要求增配重炮和山炮。”
张学良在锦州驻有重兵，据《蒋总统秘录》记载，关东军看穿了张学良自蒋於12月15日下野之后已经丧失了战意。据日本陆军参谋本部的「在满洲事变中军的统率」文件中，录有获自中国军方的下述两件情报为例，分析张学良内心业已动摇：
12月21日，北平绥靖公署令第二军司令部：「我军驻关外部队，近当日本来攻锦州，理应防御；但如目前政府方针未定，自不能以锦州之军固守，应使撤进关内，届时，以迁安、永平、滦河、昌黎为其驻地。」
12月22日，张学良上蒋中正电：「公（蒋）今旋里，毋任痛心！日寇近迫锦州，河北局面如何善处，乞公赐予最后指针。」
就在国民政府孙科给张学良发出“死守锦州”命令的同时，身为参谋总长的朱培德就在特种外交委员会上指出，“锦州至多只能守一个星期，而且关内无兵可援”，所以对于當時的战局，他以军人立场认为：“一条路是不顾一切以赴之，另一条路便是和日本议和”。
当时的锦州，国民政府一再要求张固守，张也表示要固守，但是说，“日军倾全国之力，而我仅一域之师”，“锦战一开，华北全局必将同时牵动”，不断去电请示援助。当时日本在天津有驻屯军，山海关有守备队，山海关方面还配有海军舰艇。锦州之战以前。日本即发动“天津事变”，被東北軍镇压。在两国没有全面开战的前提下，这些日军又都合法存在，卷入事件的只是关东军，华北的日本驻军似乎仍然置身事外。但实际上，华北的日本驻军有一个秘密配合关东军围歼锦州所驻东北军的计划，只是被关东军方面拒绝。張军在锦州外围与日军激战失利后，锦州驻军担心退路被截断，在没有后方支援的情况下陷于背水一战的境地。
同时，張方面也质疑粤系的抗日态度是否真实，因为其外交部长陈友仁，在万宝山事件和中村事件期间曾到日本向币原喜重郎外相提出建议，要与日本合作以打击蒋介石，并准备出卖满蒙的权益以换取日本对广东提供一批武器。不过币原喜重郎正是反对日本军人这种做法的，双方没有谈拢而作罢。粤系南京政府向张学良共发了三个“死守锦州”的命令，张学良也向中央發出三次请援，內容超乎尋常，目的在給粵方難堪。請援无下文，“请械请弹无应，请航空队救护队，亦无应”。当时孙科已经出任行政院长，但财政部长黄汉契却无财可用。中央政府的反應激起前線部隊的强烈抗议，奉命守锦州的張军将领荣臻厉词批评：“中央不拨一分粮饷，不发一枪一弹，只在发命抗敌，显然有意徒令我军牺牲，故置我军于死地”。
諷刺的是，12月25日日軍總攻錦州，張學良撤軍主動放棄。1月2日錦州失守，當日陳銘樞在南京「中央政治會議」上報告：「自12月30日以後就沒有前線消息」。放棄錦州的消息是經由外國通訊社報導傳回中國，當時張學良未向中央提起。

### 热河沦陷
「一·二八」事變，又稱為淞滬戰爭，是日本在1932年初發動的侵略中國上海之戰爭:1。是中華民族反對日本侵略的自衛戰爭，史稱「一二八事變」:1。「一二八」事變爆發有著深刻政治背景:1。其遠因為九一八事變，國民哀東北之淪亡，起而杯葛，以經濟絕交促日本軍閥之覺悟:7。上海為中國之最大商埠，中國經濟之重心地，杯葛運動一足以號召全國，再則足以制日本人民之死命:7。故日本人處心積慮，欲謀取締中國排日運動:7。近因完全為日本軍閥蠶吞中國之動作:7。日僧事件及抵制日貨運動不過如中村失蹤及南滿鐵路被毁，為其同一自然之導火線:8。1931年7月，萬寶山事件後，日本帝國主義在朝鮮迫害華僑，中國民眾對此不勝憤慨:1。7月13日，上海各界群眾召開反日援僑大會，成立反日援僑委員會，揭開上海反日和抵制日貨運動序幕:1。「九一八」事變後，上海開展抗日運動，沉重打擊日本在上海之貿易:1。1930年，上海每月平均進口總額29%來自日本商品，而1931年12月降到3%:1-2。中國沿海和長江一帶日本航運業遭到很大打擊，其中「日清輪船公司」輪船全部停航:2。上海日本商人從1931年7月到1932年3月底，遭受損失總額據說高達41,204,000日元:366。1931年10月5日，日本政府召開內閣會議，就中國中部及南部「排日運動」商討對策:2。會議「結果決定由外務省向國民政府提出強硬之警告，至派艦問題，由外相與海相主持之」。
一二八事变后，广东军奋起抗敌，迫使日军三易主帅。6月，日軍全部退回租界。时任国民党中央政治会议主席、行政院长兼外交部长的汪精卫，希望张学良出兵南北夹击日军，并派陈公博和李济深北上班请救兵。张学良职务是负责保卫熱河、察哈爾、河北等地，以他的方针回答道：“巩固后方，推进前方，保卫地方，拥护中央”，不肯出兵。
汪精衛對軍隊系統內部過節不甚明暸，且與張本有中原大戰的宿怨，另外當時東北的根據地已失，華北局勢未穩，大軍開拔需要糧饷，汪不撥分文，卻以此疑忌，一再逼迫張在準備不足的情況下出戰，顯示其實際目的在於以東北軍之犧牲賺取政治資本和輿論支持。調兵入熱的問題本可以協商解決，最後卻演成一場意氣之爭。
1932年8月6日，汪精衛通電請求辭職，並逼張一同下野：

“北平缓靖公署张主任汉卿勋鉴，溯兄去岁放弃沈阳，再失锦州，致三千万人民，数十万里土地，陷于敌手，敌气益骄，延及淞沪，赖第十九军及第五路军奋起抵御，为我民族争生存，为我国家争人格，此本非常之事，非所望于兄。然亦冀兄之激发天良，有以自见。乃因循经年，未有建树，而寇氛益肆，热河告急，中央军队方事剿匪，溽暑作战，冒诸艰苦。然为安定内地，巩固后方防计，义无可辞。此外惟兄拥兵最多，军容最盛，而敌兵所扰，正在兄防地以内。故以实力言之，以地理之便利言之，抵抗敌人，兄在职一日，断非他人所能越俎。须知中国者中国人之中国，凡属族类，皆有执干戈以卫社稷之义务，当日第十九军及第五路军作战淞沪，实本斯义，岂有他求！及战事既酣，在中央固悉索敝赋，以供前方；而人民更裹粮景从，以助士气。今兄未闻出一兵，放一矢，乃欲藉抵抗之名，以事聚敛，自一纸宣言捍御外侮以来，所责于财政部者，即筹五百万，至少先交两百万；所责于铁部者，即筹三百万；昨日则又以每月筹助热河三百万责之于行政院矣。当此民穷财尽之时，中央财政歇蹶万分，亦有耳目，兄宁不知！乃必以此相要挟，诚不解是何居心！无论中央无此财力，即令有之，在兄为实行抵抗以前，弟亦万不忍为浪掷！弟诚无似，不能搜刮民脂民膏，以餍兄一人之欲。使兄失望，于弟唯有引咎辞职，以谢兄一人，并以明无他。惟望兄亦以辞职以谢四万万国人，毋使热河平津为东北锦州之续，则关内之中国幸甚！”

张学良回复：
“自九一八日本侵华以来，国家力谋团结御侮，汪先生如欲辞职，尽可明白向余表示，何必发表与事实不相符合之谈话？自日军侵犯东北以后，余毫无个人生命财产之观念，但因华北治安责任在身，未敢擅离职守，余为军人，负责统率大军，一切行动当不如汪先生自由也，余虽准备交卸，但一旦在职，不得不努力华北治安。”

張學良嗣後引咎辭職，東北軍將領和宋哲元等北方將領則聯名願與其共進退。汪精衛聲言抗日，卻在熱河抗戰前夕掀起政壇風波，蔣介石亦在日記中稱其“不顧大體”。
1933年1月11日，日本發表聲明：「熱河省係滿洲舊四省之一，與其他三省有不可分之關係」。2月22日日軍協同滿洲國僞軍全面進攻熱河，热河抗战爆发。中国守军在朝陽戰鬥、凌南戰鬥、赤峰戰鬥中節節敗退。湯玉麟聞風立刻動員全軍二百多輛軍車，搬運鴉片私產，力求完脫。湯部潰不成軍，日军仅以128名骑兵為先鋒，輕取熱河省會承德。中国守军軍退出热河和冀东，日本打开通往华北大门。
3月7日，張學良上呈中央辭職：（節錄）

「“自東北淪陷之後，效命行間，妄冀待罪圖功，勉求自贖，詎料熱河之變未逾旬日，失地千里，固有種種原因，釀成惡果，要皆學良一人誠信未孚，指揮不當，以致上負政府督責之殷，下無以對國民付托之重，……學良雖粉身碎骨，亦無補於國家，無補於大局，應懇迅賜命令，准免各職，以示懲儆。”」:661

3月10日保定會議，張學良辭職照准。因热河失陷，张下野赴欧洲戒毒治疗，汪兆铭复出。

### 满洲国成立
1931年，由于受到国际舆论普遍谴责，关东军不敢悍然吞併满洲全境，因此考虑建立傀儡政权。日本人善於利用傀儡，取得東三省後，土肥原賢二把清遜帝溥儀從天津運到旅順:28。土肥原贤二大佐时任特务机关负责人，游说已经退位的清朝末代皇帝溥仪，表示滿洲本為滿族故土，以复兴满清为条件，说服溥仪回到东北。11月10日，溥仪从天津出发，11月13日到达营口，最后留在旅顺日本军营内。
1932年3月1日，日本扶植的满洲国正式成立。3月9日，在日人牽引下，正式成立「滿洲國」傀儡政府:28。溥仪宣布就任满洲国执政仪式，担任国家元首，首都定在新京（今长春），年号定为大同。1934年3月1日改大满洲帝国，登基称帝，改年号为康德。由駒井德三任國務院總務廳廳長，總攬大權，日本人分任次長及司長把握主權，各機關均有日本人參加監視，共達3,000名之多:28-29。上述宣言都在“东北行政委员会”委员长张景惠的公馆发表。
日本關東軍司令本庄繁，他於是時外國干涉提出威嚇:29。6月14日，日本政府對「滿洲國」予以承認:29。日本當時對國際外交之陰謀，是藉「滿洲國」來搪塞國際責難；一切劫奪行為也可委諸「滿洲國」而自享其利:29。
8月8日，日本派關東軍司令官武藤信義為駐「滿洲國」特派全權大使及關東長官，其權力等於總督:29。
9月15日，日本与满洲国於新京签订《日满议定书》。武藤信義在「日滿」議定書中說：「茲因日本國，確認『滿洲國』根據其住民之意思，自由成立，而成一獨立國家之事實。因『滿洲國』宣言，中華民國所有之國際約款，其應得適用於『滿洲國』者為限，即應尊重之，滿洲國政府及日本國政府......為協定如左：一、『滿洲國』將來滿日兩國間未另訂款約之前，在『滿洲國』領域內，日本國或日本國臣民，依據既存之日華兩方間之條約協定，其他約款及公私契約，所有之一切權利利益，即應確認尊重之。二、『滿洲國』及日本國......相約兩國協同當防衞國家之任，為此所要之日本國軍，駐紮於『滿洲國』內......」在這議定書下，遼、吉、黑三省，就為日本所劫奪，予以「獨立」，成為中國無比之創傷:30。关东军并藉口“日滿亲善”繼續向南擴張。

## 中国国内反应

### 國民政府
9月19日，中国外交部长王正廷向日本公使重光葵提出严重抗议。1931年9月21日，九一八事变后第三天，中国驻国际联盟代表施肇基照会国联秘书长埃里克·德拉蒙德爵士（时译德兰孟）：“我国军队及人民，因遵守本国政府命令，对此强暴行为，并未抵抗，以避免任何可使情势扩大之举动”。9月23日，中国政府就此事照会美国政府，希望对方“深切关怀”。
1932年1月2日，蔣發表「獨立外交」演講，痛切指陳宣戰之弊害:24。1932年1月30日蒋介石以在野身份就一二八事变发表通电：“东北事变，肇始迄今，中央为避免战祸、保全国脉起见，故不惜忍辱负重，保持和平，期以公理与正义促倭寇之觉悟”。
蔣事後在1934年10月檢討：中國東北僅名義上歸屬於國民政府，而軍權、政權、財權儼然獨立，至少可說非革命勢力範圍以內之地......胡適等人甚至不惜主張依據日方所提〈幣原五原則〉進行直接交涉。中國中央政府卻堅持「不撤兵、不交涉」之原則，致使日本緩和派不能抬頭，日本少壯軍人氣勢日張，問題愈陷僵化。
王禹廷認為，當中原大戰期間，張學良雄踞東北，舉足輕重，中央政府對他極盡拉攏:2。張揮軍入山海關，協力靖難，東北邊防空虛:2。日本軍閥乘隙發動「九一八」事變:2。事變初起，不無局部解決之可能，中央政府未能妥善運用，一心寄望於國際聯盟調解，未作直接交涉之折衝，時間蹉跎，衝突擴大:1。

### 中国共产党
1931年9月20日，中国共产党中央委员会发表《为日本帝国主义强暴占领东三省事件宣言》，谴责日军侵略，同日，中共中央代总书记王明发表“武装保卫苏联”的讲话。9月22日，中国共产党中央委员会通过《关于日本帝国主义强占满洲的决议》，提出组织游击抗日（后形成“东北抗日联军”，即抗联）。12月6日，中國共產黨所領導的北大南下示威團由中央大學集結出發，沿途散發「被壓迫民眾團結起來」、「全國無產階級暴動起來」、「中華民族解放萬歲」等傳單，行經成賢街浮橋時打傷警官2名，警員7名，憲兵1名。12月11日，中共帶領北大南下示威團繼續發動示威暴動，並拿出「打倒國民政府」、「工農兵聯合起來」、「爭取反帝及一切自由」、「中國共產黨萬歲」等各類油印傳單或標語。12月15日，北大南下示威團手執紅旗直搗國民政府外交部，數名職員不來及逃出遭毆打成重傷；一部份學生約200名左臂縳紅布赴中央黨部，以木棍擊昏陳銘樞並綁架蔡元培，黨部衛士鳴槍示警營救追回，由於蔡元培年事已高又遭脅持拖行半公里，手臂紅腫，頭部亦受擊傷送醫。

### 张、蒋与所謂的不抵抗政策
事变前，据隨同張學良在北平辦公的“陸海空軍副司令行營秘處機要室主任”洪鈁在中國大陸1960前後發表的回憶稱，蔣介石於8月16日所謂"銑電"致張學良謂：
九月十八日夜間，張學良攜其夫人于鳳至和趙媞小姐正在前門中和劇院看梅蘭芳表演《宇宙鋒》京劇，忽據其隨從副官報告，瀋陽有長途電話前來，甚為緊急。張學良立即返回協和醫院，接通榮臻的電話，據榮報告，“駐瀋陽南滿站的日本聯隊，突於本晚十時許，襲擊我北大營，誣稱我方炸毀其柳河溝鐵路路軌，現已向省城進攻，我方已遵照蔣主席'銑電'的指示，不予抵抗”（按蔣介石於八月十六日，曾有“銑電”致張學良謂，“無論日本軍隊此後如何在東北尋釁，我方應不予抵抗，力避衝突。吾兄萬勿逞一時之憤，置國家民族於不顧”。張學良曾將這個“銑電”轉知東北各軍事負責官長一體遵守）。張學良令其將續得情況隨時報告，但此後瀋陽電話即呼叫不通。十九日午夜一時許，接到榮臻十萬火急的電報，內容與其電話報告相同。。
還有其它論述張學良所謂一生都帶著蔣中正命令其不抵抗的電報文隨時放在身邊。學者劉維開認為，除了洪鈁的回憶外，包括其他相關人的回憶檔案館庫藏的檔案及蔣中正個人資料等，幾乎沒有其他資料證實此電的存在，而洪鈁的回憶是否正確，則是一個疑問，而考量當時(1960左右)中國大陸的環境，也不能排除洪鈁為了個人利益講了違心之論。
時任東北軍第七旅（東北軍在瀋陽的駐軍）參謀長趙鎮藩载：
基於上述種種情況，王以哲和我反復進行了研究，認為如果萬一發生事變，我旅必將首當其衝。為了研究對策，遂於8月間召集第七旅上校以上軍官和情報人員共同分析研究。……王以哲說：“張副司令已經派人將情況報告了蔣介石，蔣指示暫不抵抗，準備好了再乾，一切事先從外交解決；並告訴張學良要效法印度甘地對英國不合作的辦法來應付日本，遇事要退讓，軍事上要避免衝突，外交上要採取拖延方針。”接著又接到張學良轉來蔣介石的銑（8月16日）電，主要內容是：採取不抵抗政策，竭力退讓，避免衝突，千萬不要“逞一時之憤，置國家民族於不顧，希轉飭遵照執行”等語。
時任東北邊防軍司令部參謀廳（廳長榮臻）副官處處長楊正治（別字安銘）载：
在“九一八”之夜日軍砲擊北大營時，東北邊防軍司令長官公署參謀長、代司令長官榮臻，假三經路蔣斌家召集高級官員參加的緊急會議。……張偕于鳳至和趙媞正在前門外中和茶園聽梅蘭芳唱《宇宙鋒》。當告以日軍侵占瀋陽，張始從戲園趕回來接了電話。張重申了蔣介石“銑電”（同年八月十六日蔣拍給張的電報）的內容，大意是：如日軍侵入，應避免衝突，一切忍讓，勿逞一時之憤，以免事態擴大不好收拾，以待“國聯”處理。
既然是蒋介石致电张学良，一定有发文、收文双方存檔及轉發相關軍事主管，然而迄今为止，在一千多页的张学良档案中皆未论及所谓“铣电”，更未见各军事长官间接收到的铣电电文。无论在中央级或地方级的档案馆都无人见到过这封所谓铣电，所以不能排除這些回憶錄是抄來抄去，真實性存疑，需進一步查證。
尽管日本在万宝山事件和中村事件多次挑衅，張學良于9月6日致電東北軍参谋长榮臻及臧式毅：“現在日方對我外交漸趨積極，應付一切，極宜力求穩慎，對於日人無論其如何尋事，我方務須萬方容忍，不可與之反抗，致釀事端。希迅即密電各屬，切實注意為要。”
東北步兵第二旅旅长何柱國称：
“张学良于9月11日，在北平接到蒋介石的密电，叫他于12日去石家庄与蒋会晤。那天上午，蒋、张分乘两辆专车，蒋介石的专车自汉口开来，张学良的专车从北平开来，就这样两个人都未下车，把两辆专车合拢后，在车厢里举行了秘密会谈。那时我正驻防在石家庄，得讯后提早在车站外围派部队布防警戒，以保安全；但专车及车站范围内，则由蒋、张自带的卫队负责。会谈后，张学良亲自告诉我，蒋介石对他说：‘最近获得可靠情报，日军在东北马上要动手，我们的力量不足，不能打。我考虑到只有提请国际联盟主持正义，和平解决。我这次和你会面，最主要的是要你严令东北全军，凡遇到日军进攻，一律不准抵抗，如果我们回击了，事情就不好办了，明明是日军先开衅的，他们可以硬说是我们先打他的，他们的嘴大，我们的嘴小，到那时就分辨不清了。’过于一星期，九一八事变果然爆发了。张学良下的一道不准抵抗的命令的来源和真相就是这样，而张却替蒋介石背上了一个‘不抵抗将军’的恶名。”。
而由蒋秘书编纂的蔣中正《事略稿本》記載在12日蔣的行程為：
（1931年9月）“十二日 上午。批阅。会客。后天保城浙军纪念塔前。与夫人及孔氏甥等野餐。……下午（6时）。吴忠信持粤方汪兆铭等復电来见。”
9月12日上午，蒋中正在官邸批阅公文与会客，中午与親友前往南京郊区纪念塔野餐，下午吴忠信持覆电来见，晚上覆陈铭枢等人电报。当时全国最快的京沪快车是6小时行程250公里，至于汉口到石家庄距离850公里，以当时速度至少要十多小时，请问蔣中正怎能在上、下午各六小时的空隙中去石家庄会晤张学良，既不耽误中午去纪念塔，又不耽误下午会见吴忠信？
- 事变时，张学良承认在九一八当时，乃是张学良親自下令不抵抗；而蒋介石迟至9月19日到達南昌後，晚間九點至十點才从上海方面得知“事变”消息；张學良事後自己也说，“是我们东北军自己选择不抵抗的。”[48]

榮臻，總結九月十八日深夜的報告：
得知日軍襲擊北大營，當即向北平張副司令，以電話報告，並請應付辦法。當經奉示，尊重國聯和平宗旨，避免衝突，故轉告第七旅王以哲旅長，令不抵抗，即使勒令繳械，佔入營房，均可聽其自便等因。彼時，又接報告，知工業區迫擊砲廠、火藥廠均被日軍襲擊。當時朱光沐、王以哲等，又以電話向張副司令報告，奉諭，仍不抵抗，遂與朱光沐、王以哲同到臧主席宅研究辦法，決定日軍行動任何擴大，攻擊如何猛烈，而我方均保持鎮靜。

張學良，九月十九日上午同記者談話時表示：
“吾早已令我部士兵，對日兵挑釁不得抵抗，故北大營我軍早令收繳槍械，存於庫房，昨晚日軍以三百人攻入我軍營地，開槍相擊，我軍本無武裝，自無抵抗。”
張學良，同日下午2時半，張學良接受記者訪問時說：
昨夜接到沈電，驚悉中日沖突事件。惟東北既無抵抗之力量，亦無開戰之理由，已經由沈，嚴飭其絕對不抵抗，盡任日軍所為。。

遼寧政委會代主席臧式毅於1951年7月在撫順戰犯管理所寫的交代材料，關於九一八事變發生後的應變：“會同總司令部留守參謀長容臻急電北京，想張學良總司令報告並請求應付策。奉命是採取不抵抗主義。”
张学良机要秘书的郭维城回忆“九一八事件当晚，蒋介石曾十多次电函张学良不准抵抗”。張學良則是在1991年重獲自由後對電報論接決否認，说这是“瞎说，瞎说，根本没有这种事情”。且郭维城在1934年才在中國共產黨的協助下滲透至張學良指揮體系擔任側近，要「回憶」1931年的往事不会是亲身经历。而透過蒋介石的日记，也不能证明蒋当晚知道九一八事变的爆发，并且至今并未找到蒋给张发的不抵抗指令的电报。且9月18日上午9点半，蒋介石登上永绥舰赴南昌督师剿共。19日至南昌迭接急报才知日寇攻击沈阳兵工厂、占据北大营，基本不可能在18日跟張學良有電函往來。

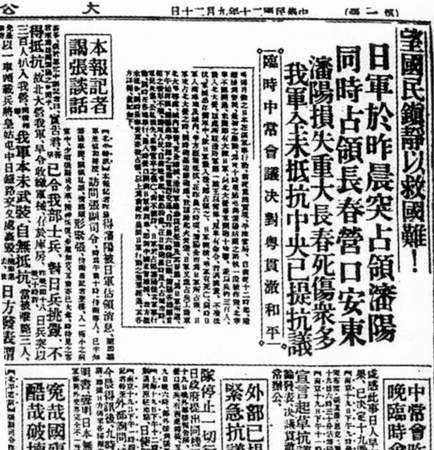
当时《大公報》对918事件的有关报道

張學良在戰後曾解釋：「當時我沒想到日軍會那麼蠻幹，我以為他們絕不會這樣做。我覺得日本是要以這種軍事行動來挑撥我們，因此我下令不要抵抗。我希望和平解決這個事件......後來國民對我的不抵抗有所責難，對這我不能接受。但如果責備我未能看穿日本的陰謀，我承認我有責任。」「從前許多學者研究認為是國民政府指示不抵抗，但其實國民政府的指示是『相應處理』，『相應處理』意思是看情況自己去辦，等於中央不負責的。因此不能將九一八事變沒抵抗的責任推給國民政府。我因為不希望擴大事件，所以採取不抵抗政策。......」在其重获自由后，张学良在各种场合多次承认九一八事变当中的“不抵抗”决策完全是其一人所决定，称中央政府不应该承担责任。张学良1990年接受日本广播协会采访时，表示他当时认为“当时没想到日本人会大规模地进攻，所以判断，不可乘日本军部的挑衅而扩大事件。”“战争不合乎日本政府的利益，日本政府应会约束关东军”。“到现在有很多学者认为是国民中央政府下达过不抵抗指示。”“中央不负责任。所以，我不能把‘九一八事变’中不抵抗的责任推卸给中央政府。”
12月15日，蔣中正辞职，张学良也辞去陸海空軍副司令的职务，但获得一个北平绥靖公署主任的新任命。
最终，在九一八事變中，张学良落下“不抵抗将军”的评价。由于張學良的不抵抗，和南京政府的隔岸观火，日本关东军随后发动侵占中国东北的战争，短短半年便將東北軍勢力全部驅逐。

### 蒋介石的安內攘外政策
事变前，蔣介石當時以“攘外必先安內，統一方能禦侮，未有國不統一而能取勝於外者。”為原則，以先消除共產黨的反對勢力，再集結力量對抗日本軍等外來勢力為方針。1930年7月23日，蔣發布《告全國同胞一致安內攘外書》:91，提出“不先消滅赤匪，恢復民族之元氣，則不能禦侮；不先削平粵逆，完成國家之統一，則不能攘外”。蔣還建立陳果夫、陳立夫CC系「中統」和黃埔系「軍統」，專注打擊中國共產黨勢力。在將各派系軍隊收編改組後，蔣即從1930年12月起，连续3次向中共根據地發動軍事圍剿。
事变期，九一八前夕，蒋自任南昌行营主任，集结30万兵力，正在江西亲自主持对共產黨中央红军的第3次围剿，1931年9月18日，九一八事变爆发，蒋介石不得不返回南京並於12月負起責任辭職，導致第3次围剿亦受影響，中共獲得了喘息壯大的機會。
近期通过蒋介石日记的解密，根据民国史学家杨天石先生的研究，在北伐战争时期，曾在日本留学并熟知日本军力的蒋介石，认为中日国力悬殊，一旦开战，中国沿海地区就会陷入日军之手。日军于1928年出兵济南，制造“五三惨案”，北伐军对日妥协，刻意避开日军，绕道北上，蒋在5月3日日记中写道：“身受之耻，以五三为第一，倭寇与中华民族结不解之仇，亦由此而始也！”，从此之后，蒋介石的日记均以“雪耻”开头。
另外，在九一八事变爆发后的第二天，19日，蒋在日记里写道：“昨晚倭寇无故攻击我沈阳兵工厂，并占领我营房。刻接报已占领我瀋陽与长春，并有占领牛庄等处。是其欲乘粤逆叛变之时，内部分裂，而侵略东省矣。内乱不止，叛逆毫无悔祸之心，国民亦无爱国之心，社会无组织，政府不健全。如此民族以理论决无存在于今日世界之道，而况天灾匪祸相逼而来之时乎？余所恃者惟一片爱国心。此时明知危亡在即，亦惟有鞠躬尽瘁，死而后已耳。”
9月20日记写道：“雪耻，人定胜天。日本侵略东省，是已成之事，无法补救。如我国内能从此团结一致，未始非转祸为福之机。故对内部当谋团结也。因沈阳、长春、营口被倭寇强占以后，心神哀痛，如丧考妣。苟为我祖我宗之子孙，则不收回东省永无人格矣。小子勉之。内乱平定不遑，故对外交太不注意，卧薪尝胆，教养生聚，忍辱负重，是我今日之事也。上午与敬之、真如、天翼协商，下午从南昌出发回京。”
9月21日：“雪耻，人定胜天。团结内部，统一中国，抵御倭寇，注重外交，振作精神，唤醒国民，还我东省。下午二时到京，约会干部。余主张：日本占领东升事，先提（交）国际联盟与非战公约国，以求公理之战胜；一面则团结内部，共赴国难，忍耐至相当程度，以出自卫最后之行动。对广东，以诚挚求其合作。一、令粤方觉悟，速来南京加入政府。二、南京中央干部均可退让，只要粤方能负统一之责，来南京改组政府。三、胡、汪、蒋合作均可。”
9月22日：“雪耻，人定胜天。上午到市党员大会，余讲至‘国存与存，国亡与亡’之句，有一人讥为‘言过其实’一语。余心为之碎。由此可知，人心已死，国亡无日，哀痛之至，抛碎茶杯，撕破倭本，不觉失态。余复言：我在日本炮火之中不止一次。倭寇在济南炮击机射，余实倭炮中遗留不死之身，决非夸词耳，乃益悲愤。因知爱国者多，而亡国者少，国事犹可为也。下午请稚辉、季陶详述余之怀抱与感想，要胡、汪合作，余交出政权之意。悲戚痛楚，欲哭无泪，哀丧未有如此之甚也。”
9月23日：“雪耻。人定胜天。昨日国际联盟会决议，中日两国停止战时行动，双方军队退回原防，听候联盟会派委员查察裁判。此实为一外交之转机，亦对内统一之机。如天果不亡中国，则此次外交当不致失败也。汉卿派万福麟来京要求外交早日解决，所以官长之财产与东北之痛苦为念，闻之心痛。粤方勾结倭寇以召外侮，图谋推倒中央为快，东北又为一部分之利害急谋解决，不问国际地位与国际形势，以及将来单独讲和之丧辱。呜呼，外侮既急，国内政客官僚非卖国即畏敌，如此民族不亡何待，此次国际联盟既出面干涉，如我国内不能一致对外，则中国从此无人格矣，忧焚无已。晚与万福麟详谈外交形势与东三省地位，与其单独交涉而签丧土辱国之约，急求速了，不如委之国际仲裁，尚有根本胜利之望。否则亦不惜与倭寇一战，以决存亡也。”
9月26日：“雪耻，人定胜天。闻暴日不接受国际联盟通知，并主张中日直接交涉，而国联态度因之转化，从此暴日势焰更张。如果直接交涉或地方交涉，则必无良果。我不能任其枭（嚣）张，决与之死战，以定最后之存亡。与其不战而亡，不如战亡，以存我中华民族之人格。故决心移首都与西北，集中主力于陇海路也。”
史学家杨天石认为，蒋介石无疑是一个爱国主义者，但他虽然对东北领土的沦陷痛心疾首，并也存在团结一致、对日决战、宁死战不苟活的理想，并且在九一八事变后的日记中多次提到拒绝与日本和谈，但由于当时中国形势复杂，蒋又严重低估了中国人民的抵抗能力，其实际上的所作所为与他在日记当中的表达的爱国激情有较大差距，可看出蒋介石安內攘外政策的复杂历史背景。同时，蒋介石对日本人的痛恨也无时无刻不跃然纸上，如九一八事变后，蒋曾经与日本方面交涉，他在日记中愤恨的写道：“见日本代表，感想无穷。始见之如和柔，一与之接近，则狡狯之色，轻侮之行，立现无余。欧美各国代表，皆可亲可爱，未有如日本之恶劣也。可知倭奴怕凶而不知礼义，东方之文化皆被倭奴摧残矣。”
至12月15日，东北大量国土被日军占领，蒋介石被迫辞职。
事变后，次年1932年1月28日晚，日军又在上海发动一·二八事变，驻沪十九路军在军长蔡廷锴、总指挥蒋光鼐的率领下，奋起抵抗。面對日本節節紧逼，中央政治会议任命为蒋介石为军委会委员之一，蒋复出。
蔣堅信“將來中日必有一戰”，遂由何应钦在报请蒋介石同意的情况下，派军政部次长陈仪和陆军步兵学校校长王俊直接与日军谋和。2月10日王俊同日军第九师团参谋长（原日本驻沪使馆武官）田代皖一郎少将谈判。1932年5月《淞沪停战协定》签约，来自日方的军事压力减弱。
蒋即重拾攘外安内政策，繼續对江西工农红军发动围剿，1933年2月蒋亲自任赣粤闽边区剿匪总司令，何应钦为实际指挥官，集中50万兵力开始第四次围剿。

### 國內輿論

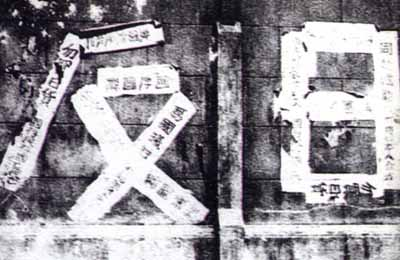
1931年九一八事变后上海街头的标语

九一八事變以後，東北全境陷落，全國譁然。國人對於張學良「不抵抗」也頗為不滿。迨熱河失守後，胡適在《獨立評論》上發表了“全國震驚之後”一文，認為熱河失守，張學良罪責難逃。胡適指出：“張學良的體力與精神，知識與訓練，都不是能夠擔當這種重大而又危急的局面的。”地質學家丁文江在同期《獨立評論》發表“給張學良的公開信”，批評張學良既無指揮能力，又不親赴前線督師，戀權不放，陷東北百姓於水火，貽誤國家。
当时，在广东另立國民政府的汪精卫严厉谴责蒋介石丢失东北，并要求其下野。不久，蒋介石宣布下野负责。汪精卫与孙科等粤系国民党领袖入主南京中央政府。

### 东北抗日义勇军
九一八事變後，日軍開始大規模入侵东北地区，各地民眾及駐軍紛紛奮起抵抗，东北地方警察，保安团和民众自发组成东北抗日义勇军抵抗日军，較著名的有如國民政府黑龍江代省主席馬占山將軍率領的江橋抗戰（1931年11月3日～19日），但由於各自為政，最終多走向失敗。到1934年，东北抗日义勇军因日军围剿和未获国民政府足够支持瓦解。部分退入关内，部分并入中共與蘇共领导的东北抗日联军。

### 民間游行示威
九一八事变以後，全國民眾激昂，各地自动抵制日貨，作抗日之遊行，向政府請願，要求收復东北:99。而一般青年基於愛國之心，自動組織抗日團體，或捐獻財物，或前往东北實際參加抗日工作:99。
7月，由于万宝山事件，日本煽动朝鲜排华反华，中国国内再次爆发抵制日货运动；九一八事變后，运动愈演愈烈。
9月28日，北平20万人举行抗日救国大会，要求对日宣战，收复失地。南京、上海的二千多学生请愿，冲击国民政府外交部。外交部长王正廷被学生打伤，被迫辞职。
12月爆發珍珠橋事件。學生運動達到高潮，要求立即「對日宣戰」，北平、濟南學生佔領車站，癱瘓馬路交通，上海市長張群遭群眾包圍，上海市區戒嚴。12月5日，國際聯盟中國代表施肇基、外交部長顧維鈞遭到華僑、民眾毆打侮辱請辭。廣東、浙江、山西教育廳長，北京、中央、中山大學校長，相繼被迫請辭。國民政府中樞機關、行政院、中央黨部遭到罷課學生癱瘓，人員幾無辦事之地。12月15日，蔡元培與行政院副院長陳銘樞在會見學運代表時，遭到學生批鬥毆辱。

### 文艺作品
《松花江上》（张寒晖作词，作曲）、藍蓮花、火流星（辽宁电视台）。

## 日本反應
據後來解密的情況，日本政府在當下確實不知道此事，而是關東軍自行策劃。故史家認為之所以能快速攻佔，還得有兩個原因的加持，其一是1931年狂热的军国主义者林铣十郎独断地派出三万多人的军队增援关东军，加強使关东军占领全东北的力量。另外关东军挑起九·一八事变后，張學良实行不抵抗政策，蔣介石並试图通过外交的方式解决问题，中国國民政府9月21日向国际联盟提出起诉。日本政府并不赞成关东军搞独立的「滿洲國」的计划——日本当时是国际联盟的常任理事国，日本代表9月25日在国际联盟宣布日本政府的方针：1：日本对中国没有领土野心。2：日本的军事行动是为了保护当地的日本居民。3：日本军队将立刻开始撤退。然而随后日軍又在东北发起更猛烈的攻势，全然表明日本內閣的政策与日本军方所做已經出現嚴重分歧。

### 日本内阁與軍部的衝突
1931年9月19日，日本政府召开紧急内阁会议。南次郎陆军大臣强调这是关东军的自卫行动，但是外务大臣币原喜重郎男爵怀疑这是关东军的阴谋，并且试图通过外交手段解决这次事端。9月24日，内阁会议决定“不将事态进一步扩大”的方针。由于无法解决东三省危机，12月11日，若槻禮次郎内阁总辞。次日，犬养毅任日本内阁总理大臣兼外务大臣，荒木贞夫任陆军大臣。由于犬养是孙中山的密友，而且曾对流亡日本的孙中山等人进行过多方关照，和国民政府的很多上层人物都有较好的私人关系，所以犬养毅打算通过和平的手段来解决当时的东三省危机。12月20日，犬养毅秘密派出特使前往南京与中国政府高层会谈。但首相的秘密和谈工作被泄露（据说是电报被军方截获），激怒军队内的強硬派，这对于当时暗潮汹涌的日本军界无异于火上浇油，故在隨後他就會被激進分子刺殺。
1932年3月1日，在关东军的策划下，满洲国宣告成立，而与此同时，犬养首相当政的日本政府却未承認满洲国。3月12日，犬养毅内阁作出决定“满蒙（满洲国）是从中国本土分离独立的统治地域，今后，（日本将）帮助其建立国家体制。”事实上，日本政府在这次事件上被动地被独断专行的关东军制约。同年日本爆发五一五事件，犬养毅被暗杀。使以后的文职内阁政府，变成对军人战战兢兢的畏缩政权，使日本失去控制而走军国主义道路。9月15日，日本政府正式承认满洲国。1933年3月27日，日本宣布退出國際聯盟，从此走上军国主义侵略扩张道路，亚洲的战争策源地正式形成。1936年日本二二六事件后，日本内阁就已成为军部的傀儡。

### 上海日本僑民
1931年10月11日、10月27日、11月1日、12月6日，日本僑民連續在上海召開僑民大會，通過宣言和決議，以強硬措辭聲稱要懲罰「暴戾」之中國:3。日本浪人復在中國各地尋釁，搗毀商店，擊傷民眾:98。

## 国际反应
1931年9月19日下午，國民政府「中央執行委員會」舉行臨時會議，與會人士作出決定「對外仍採訴之國際聯盟，請求主持公道，對內則亟謀全國國民及本黨同志犧牲成見，一致聯合。」外交部隨即電告國際聯盟中國代表施肇基，要求依照國際盟約促使日軍退出佔領區。中國出席國際聯盟會議代表施肇基，要求國際聯盟理事會主持正義，制止日本侵略:98。施肇基向國際聯盟報告日本侵佔瀋陽情況:296。施肇基懇请國際聯盟主持公道。日本代表芳澤謙吉則藉口「地方事件」，希望兩國直接交涉:98。
9月19日、9月20日和9月22日，中國政府先後向日本嚴重抗議，指責日軍應負事變責任，要求日軍從速撤退:98。
9月21日，由中國出席國際聯盟行政院第六十五屆代表施肇基，根據盟約第十一條，向行政院常會申訴，日本代表芳澤謙吉在會場揚言「日軍以地方情形改善為比例撤退至鐵路線以內」，9月30日大會隨其聲明作成決議:31。日本製造「九一八」事變，引起世界各國強烈反應，國聯理事會作出要求日本迅速撤兵之協議:287。其時國際間一致不滿日本之行為，9月30日國際聯盟行政院通過限日本撤兵期限不得超過10月13日，日本內閣有所顧忌，頗有妥協之表示，其外相幣原屢次覆中國駐日公使蔣作賓照會，有日軍將撤至南滿鐵路附屬地表示，因不能約束其少壯軍人，至10月13日日軍不僅擴大東北佔領區，且派軍艦砲擊長江口，空軍轟炸遼西一帶:98。日本非但不撤兵，反擴大侵略，指使土匪，破壞交通，轟炸錦州:31。
10月13日，國際聯盟行政院復開特別會議，至10月24日以13票對日本1票，限令日本於11月16日再次會議前完成撤兵:98。12月10日，國聯行政院又決議，派調查團赴中國東北調查:287。屆時國際聯盟行政院改在巴黎開會，至12月20日，決定組織一個調查團，調查「九一八」事件之真相:98。由5個委員國組成，中日兩國各派贊助員1人參加:98。美國雖非國際聯盟會員國，國際聯盟討論日本侵略東北問題時，為表示同情中國，特派日內瓦總領事吉伯特列席:98-99。
日本之橫行一時，列強之放縱容忍亦有很大關係；九一八事變時，美國國務卿亨利·史汀生曾向英國提議，須制裁日本侵略，而英國外相西蒙，反在國際聯盟為日本張目，將九國公約、國聯盟約、非戰公約置之度外:31。英國祗求保持自己利益，在沒有受到直接損害前，不願採取任何行動:31。同時英國認為日本侵略滿蒙，可以使日本與蘇聯發生利益衝突，而減少進攻南洋群島之可能:31-32。所以英國不肯制裁日本，袛願派出一個李頓代表團:32。
1932年1月7日，美国国务卿亨利·史汀生發表宣言，聲明凡違反對華門戶開放政策及條約義務所造成之情勢，所訂立之條約合同等，美國概不承認:99。史汀生向日本和中国发照会，宣布日本侵略满洲是干涉中国领土内政，违反巴黎非战公约，因此美国政府对此不予承认。这被称为“史汀生主义”。中国和当时欧洲各国对此都普遍表示赞同，但是日本却无视这一通告。
1932年10月2日，该调查团发表李顿报告，強烈譴責日本政府行为，指出日本发动事变是侵略中国。半年前1932年3月，「满洲国」成立。這時正當國際聯盟派李頓來華調查，日本帶著既成事實之威脅，要求國際聯盟承認「满洲国」:29。李頓調查團之報告，雖然認為日本侵略，但還是主張中國也承認日本在東北之特殊地位:29。由于國際聯盟認為造成「满洲国」为独立国家這件事是侵略，日本表示抗议，并且退出國際聯盟。而且调查团在事变后一年多后才发表报告，诚然是为时已晚。
國際聯盟此時姑息退縮，對中國影響很大，也直接威脅國際和平:32。因為日本侵略行動沒有受到制止，納粹德國、意大利王国深受鼓勵，自此以後，併吞奧地利、入侵捷克斯洛伐克共和國，跟著侵犯阿比西尼亞；蘇聯入侵波蘭、芬蘭共和國也是受此影響:32。

## 紀念
1991年9月18日，九·一八歷史博物館在瀋陽開放，前日本首相橋本龍太郎在1997年訪華時拜訪過這個地方，寫下「以和為貴」，成為進入該館的第一個在位日本首相。東北第二次被外人佔領的9月18日，也被不少中國人認為是個“國恥日”，而中國民間要求將9月18日訂為國恥日的訴求也不時出現。
从1995年始，沈阳在每年9月18日晚上鸣响防空警报3分钟，以警示民众勿忘国耻。目前，已有哈尔滨、长春、成都、昆明、合肥、杭州、温州、乌鲁木齐、克拉玛依、南昌、齐齐哈尔、金华、本溪、太原、西安等百余座城市选在每年9月18日进行防空警报鸣放。作家沙泊柳在关于长春的城市散文作品《关于一座城市的沉重记忆》中写下：“每一年的9月18日对东北人民来说算是一个悼念日的。长春的城市上空也会在那天的9点18分响起防空警报。人们会在那一刻肃穆地听，然后互相说道被侵略的那些故事和感受。他们忘不掉沦陷的记忆，那些悲痛的历史早已经铭记在每个人的心中，包括他们的子孙后代。”
除了沈阳的九一八历史博物馆外，在辽宁辽阳市的白塔公园内，还有一座九一八事变策划地纪念馆，九一八事变前一日，本庄繁与关东军主任参谋石原莞尔和关东军高级参谋坂垣征四郎在辽阳站前白塔旅馆召开了事变前的密谋会议。

## 近代對事變起因的探究
史學家唐德剛則認為張學良的「易幟」是一個重要的原因。他在書緣與人緣一書曾評論：「張少帥未嘗不可效當年李鴻章以夷制夷之故技，聯俄以抗日，亦聯日以抗俄，於二寇均勢中，自圖生存。而學良亦捨此老例於不顧，卻（如他自己所說的）『不自量力，擬收回北滿權利』，『揮師抗俄』。作了希特勒式冒險之前例，對南北二寇，兩面開弓。結果力有不敵，終於棄甲曳兵而走。或問學良當年何不見及此？答曰無他，一股青年熱血沸騰而已」。而張學良之所以能有這股「赤子之心」的原因，「他上無其心難測的上司，中缺爭權奪位的同僚，下面多的是忠心耿耿的死士部屬，日常行政處事，一切為國、為民、為『系』，也就是為著自己，他沒有搞『勾心鬥角』的必要。」
李宗仁將軍則認為「中原大戰」是一個關鍵。因為中原大戰蔣介石與馮玉祥、閻錫山的勢力不相上下，东北军入山海關與否，自然扮演舉足輕重的角色。隨後張學良入關內，东北空虛，致使日人有可乘之機。
根据日本史料的公开，日本对中国东北早就蓄谋已久，侵略东北地区的秘密策划一直没有停过，而当时的日本少壮派军人则认为1931年为侵略东北地区的最佳时机。

## 研究書目
- 梁敬錞：《九一八事變史述》（台北：世界書局，1995）